# Peny Karagkouni
Peny Karagkouni em grego:Παναγιώτα Καραγκούνη;(Atenas, 1 de julho de 1993) é uma jogadora de vôlei de praia grega.

## Carreira
Em 2013 ao lado de Vassiliki Arvaniti representou seu país na conquista da medalha de prata nos Jogos do Mediterrâneo de 2013 em Mersin.